# Allegro (Satie)
Pour les articles homonymes, voir Allegro.
L'Allegro est une courte pièce pour piano composée par Erik Satie. Datée du 9 septembre 1884, lorsque Satie avait 18 ans, c'est sa première composition connue. C'est la première fois avec cette pièce qu'il signe Erik au lieu de Éric,.

## Contexte

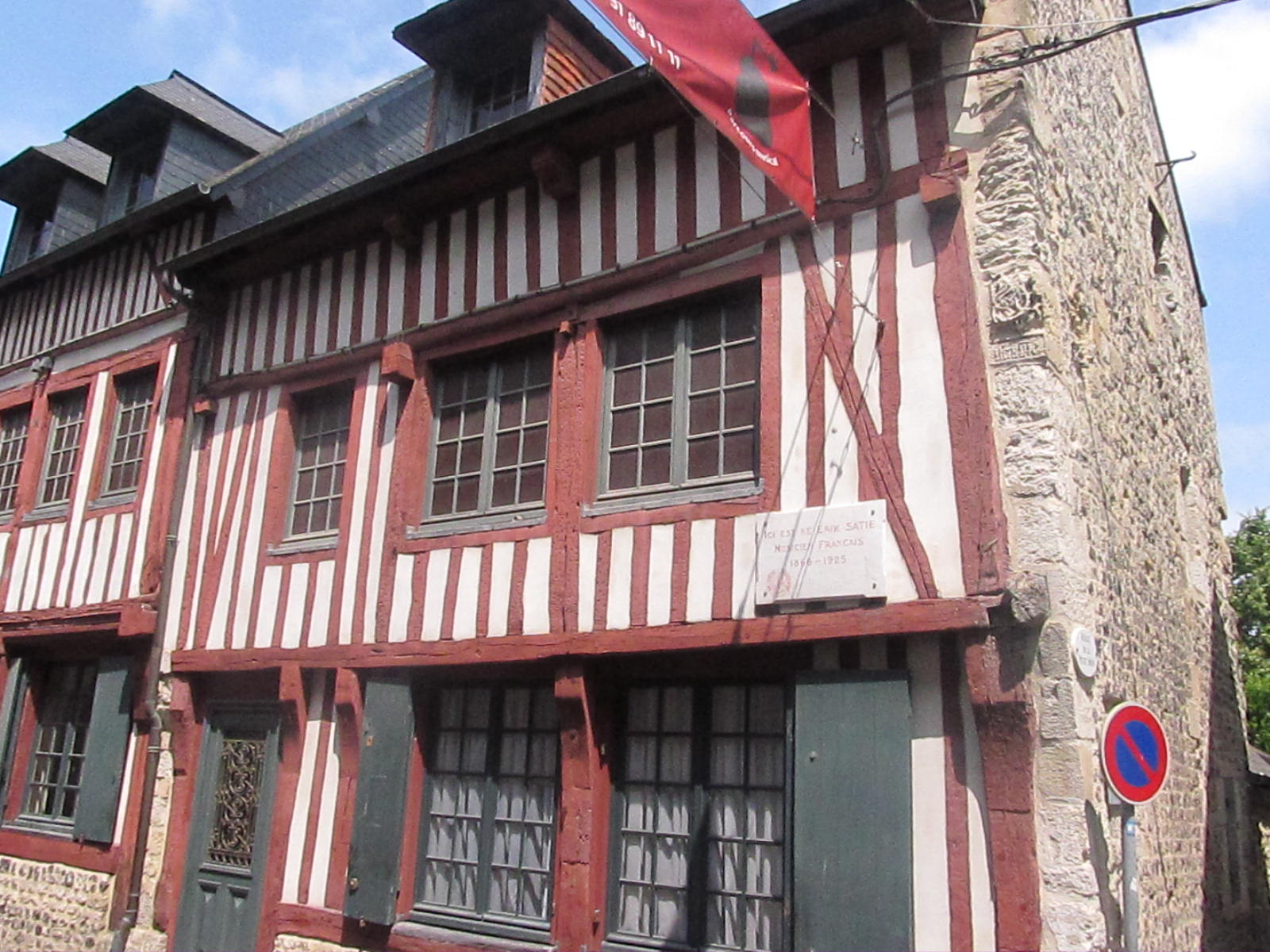
Lieu de naissance de Satie dans Honfleur, maintenant un musée

En 1884, Satie bataille avec des études qu'il n'aimait pas au Conservatoire de Paris qu'il décrit plus tard comme un « pénitencier ». De manière significative il compose l’Allegro, première tentative apparente de composition, non comme un exercice scolaire mais de sa propre volonté durant des vacances d'été en visite dans sa ville natale de Honfleur en Normandie. C'est la seule œuvre qu'il compose dans sa ville natale.

## Analyse
La légèreté et l'ironie sans optimisme des neuf mesures de l'Allegro est inhabituel par rapport aux œuvres postérieures d'Erik Satie. C'est une carte postale musicale, citant la célèbre chanson Ma Normandie (1836) de Frédéric Bérat. Une bribe de la ritournelle, les paroles de j'irai revoir ma Normandie, est discrètement travaillée dans le milieu de la pièce.
Pour Jean-Pierre Armengaud, c'est la copie médiocre « d'un jeune homme ordinairement potable » selon les propres dires du compositeur. La brièveté de la pièce est pourtant un condensé du savoir musical du xixe siècle et est un raccourci critique de la forme sonate. Pour le musicologue, il ne s'agit pas d'une esquisse mais d'une pièce aboutie et dont le début possède une parenté avec l'Allegro appassionato de Camille Saint-Saëns. L'œuvre possède ainsi une introduction, un simulacre de développement et une coda strettissimo dans l'esprit d'une sonate du xixe siècle qui se ponctue par un accord final en sol majeur à la basse, rappelant la tonalité originale du morceau. L'œuvre comprend ainsi quarante notes et son exécution dure environ vingt secondes. Il s'écoulera une trentaine d'année avant qu'Erik Satie revienne à la forme sonate avec sa Sonatine bureaucratique, composée en 1913, qui est dans un autre esprit. Ainsi, avec cette pièce à l'humour froid, Erik Satie fait le constat de ses études au Conservatoire. Pour Jean-Pierre Armengaud, cette pièce est l'une des plus contestataires qui soit.
La biographe Mary E. Davis voit dans ce premier exemple d'emprunt musical un « surprenant aperçu du futur style de composition de Satie » et ajoute que « la référence musicale, assez claire pour être audible par toute personne familière avec la mélodie, crée une allusion à la fois à la chanson et au lieu, renforçant ainsi l'expérience au-delà du domaine purement sonore vers le domaine de la mémoire et de la nostalgie ».
Dans son livre Satie le Bohème (1999), Steven Moore Whiting affirme que cette petite œuvre de jeunesse « ne révèle pas une quelconque précocité... un cas isolé d'allusion au répertoire populaire et une absence totale de prise de conscience de la façon de procéder au-delà d'un début prometteur ». Pour le pianiste et musicologue Olof Höjer, d'autre part, trouve cette œuvre plus techniquement intéressante, notant sur la façon dont Satie a délibérément compressé une pièce déjà minuscule grâce à l'utilisation d'un pont.

## Redécouverte et publication
L'existence de l'Allegro a été inconnue pendant près d'un siècle avant que l'on découvre des documents de Satie à la Bibliothèque nationale de France. Des fac-similés du manuscrit ont été d'abord publiés par Alan M. Gillmor (1972) et Nigel Wilkins (1980). Trois versions, éditées par Robert Orledge, ont été publiées par Salabert entre 1995 et 1998. La première en concert de l’Allegro a été donnée par le pianiste Giancarlo Carlini au Teatro di Porta Romana à Milan, en Italie, le 12 avril 1980. Il a été enregistré la première fois par Jean-Pierre Armengaud chez Le Chant du Monde en 1986.

### Ouvrages
- Jean-Pierre Armengaud, Les plus que brèves d'Erik Satie, Libr. Séguier, 1988 (ISBN 978-2-87736-006-7).
- Mary E. Davis, Erik Satie, Reaktion books, coll. « Critical lives », 2007 (ISBN 978-1-86189-321-5).
- Robert Orledge, Satie the composer, Cambridge, Cambridge university press, coll. « Music in the 20th century », 2008 (1re éd. 1990) (ISBN 978-0-521-07899-3).
- Pierre-Daniel Templier, Erik Satie, Paris, Rieder, 1932 (lire en ligne).
- Steven Moore Whiting, Satie the bohemian: from cabaret to concert hall, Oxford, Oxford University Press, coll. « Oxford monographs on music », 1999 (ISBN 978-0-19-816458-6).